# Boršov
Boršov (en allemand : Borschau) est une commune du district de Jihlava, dans la région de Vysočina, en République tchèque. Sa population s'élevait à 170 habitants en 2024.

## Géographie
Boršov se trouve à 12 km à l'ouest de Jihlava, à 16 km à l'est-sud-est de Pelhřimov et à 104 km au sud-est du centre de Prague.
La commune est limitée par Dušejov au nord, par Hubenov et Mirošov à l'est, par Hojkov au sud et à l'ouest, et par Milíčov au nord-ouest.

## Histoire
La première mention écrite de la localité date de 1379.

## Transports
Par la route, Boršov se trouve à 13,5 km de Jihlava et à 110 km de Prague.